# Ján Šlahor
Ján Šlahor (Piešťany, 16 mei 1977) is een voormalig profvoetballer uit Slowakije. Hij speelde als aanvaller voor onder meer Slovan Bratislava en FK Inter Bratislava gedurende zijn carrière.

## Interlandcarrière
Šlahor maakte deel uit van het Slowaaks voetbalelftal dat onder leiding van bondscoach Dušan Radolský deelnam aan het voetbaltoernooi bij de Olympische Spelen in Sydney. Daar leed de ploeg in de eerste ronde twee nederlagen, tegen achtereenvolgens Brazilië (3-1) en Japan (2-1), waarna Zuid-Afrika in het afsluitende groepsduel met 2-1 werd verslagen. Desondanks werd Slowakije uitgeschakeld. Šlahor maakte in het laatste duel het beslissende doelpunt.